# ソソウ神

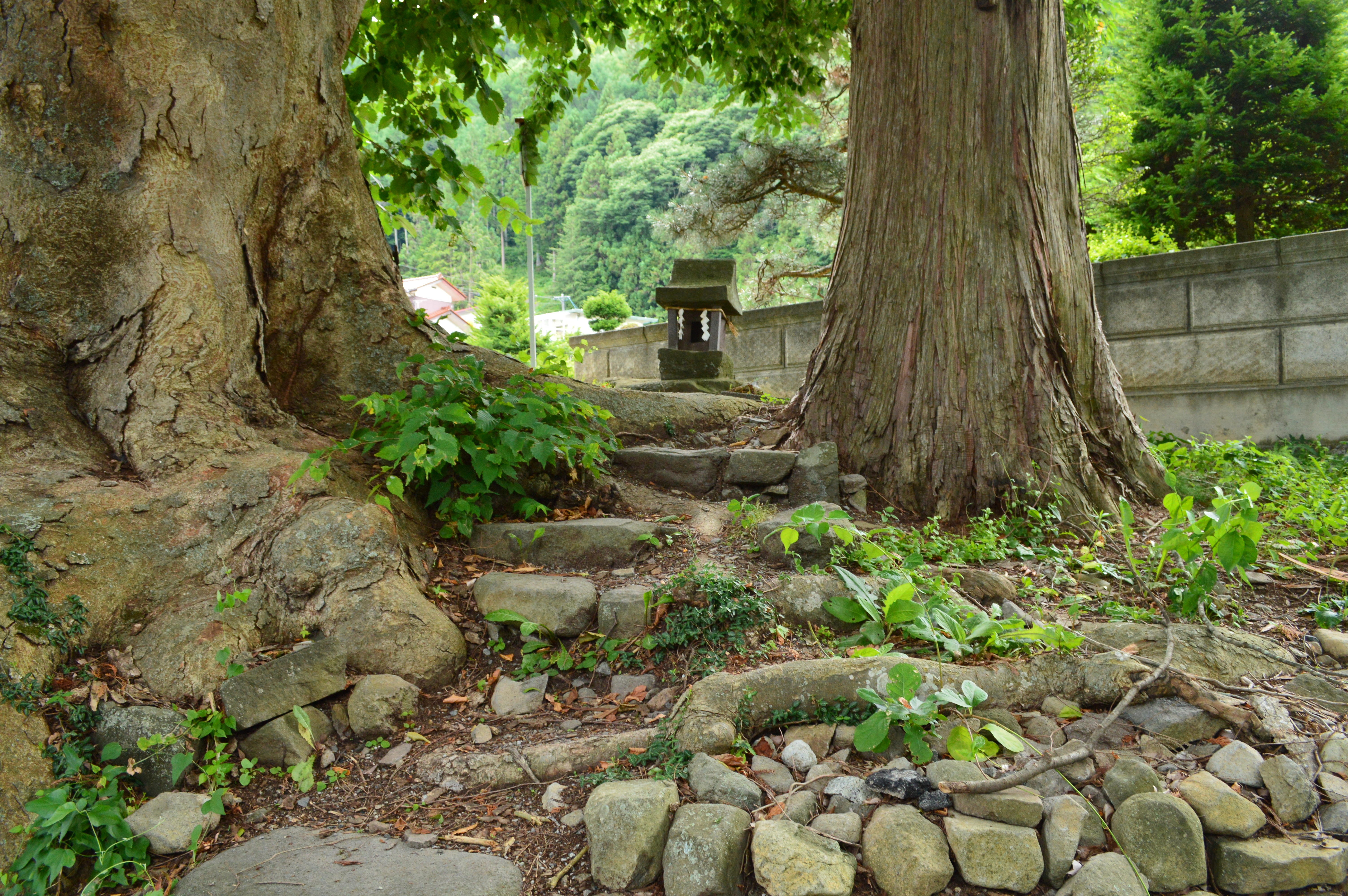
御室社（諏訪大社上社前宮境内）

ソソウ神（そそうしん、そそうのかみ）とは、長野県にある諏訪大社上社で中世に行われた冬の神事において3つの蛇体を依り代とする神霊を指す語である。上社に務めた守矢氏の古文書ではそゝう神（そそう神）と表記。同じく中世の上社の神事に登場するミシャグジ（御左口神）と関連があり、現代の研究者の著書ではこれと混同されることがある。

## 概要

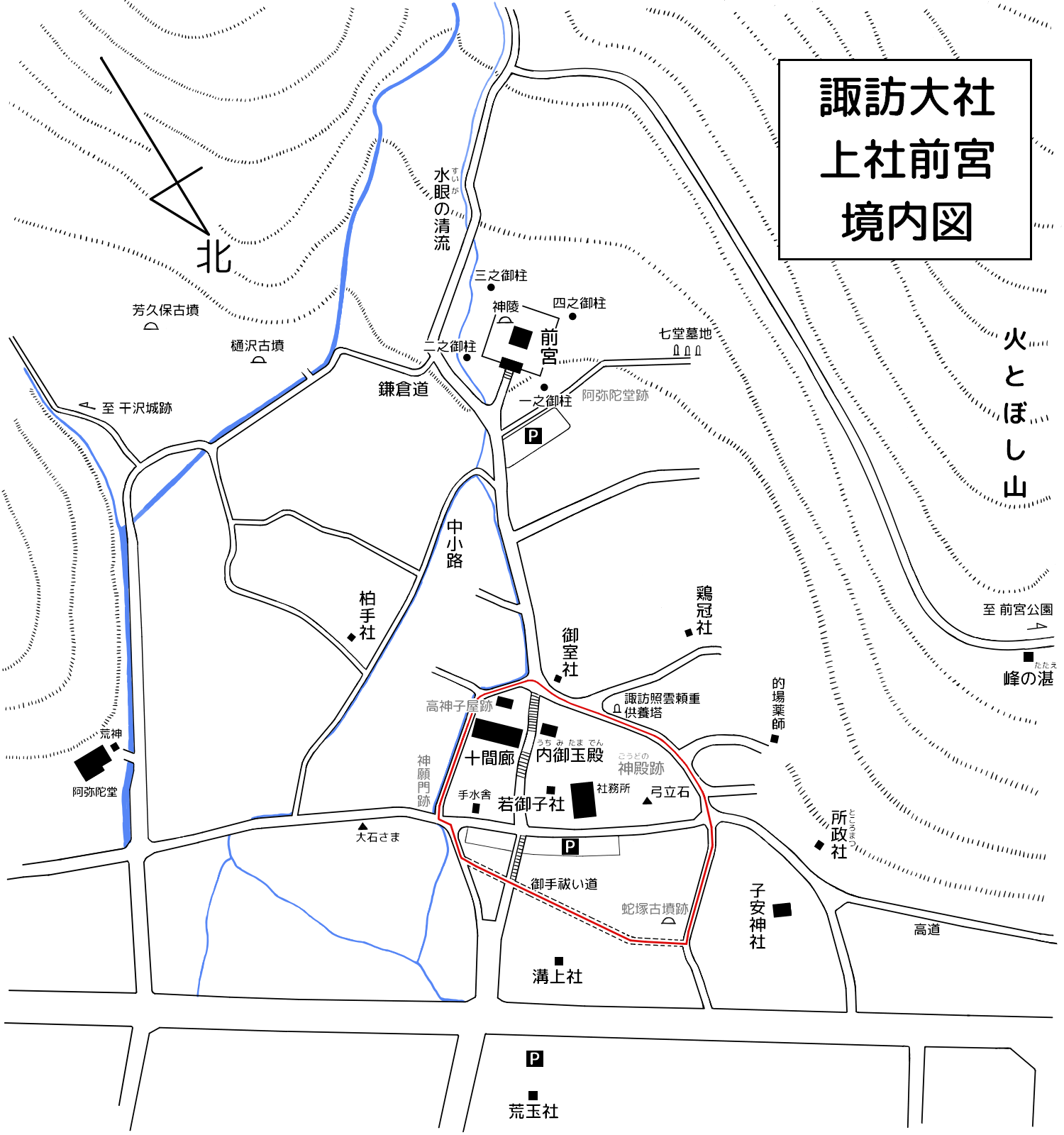
諏訪大社前宮境内図

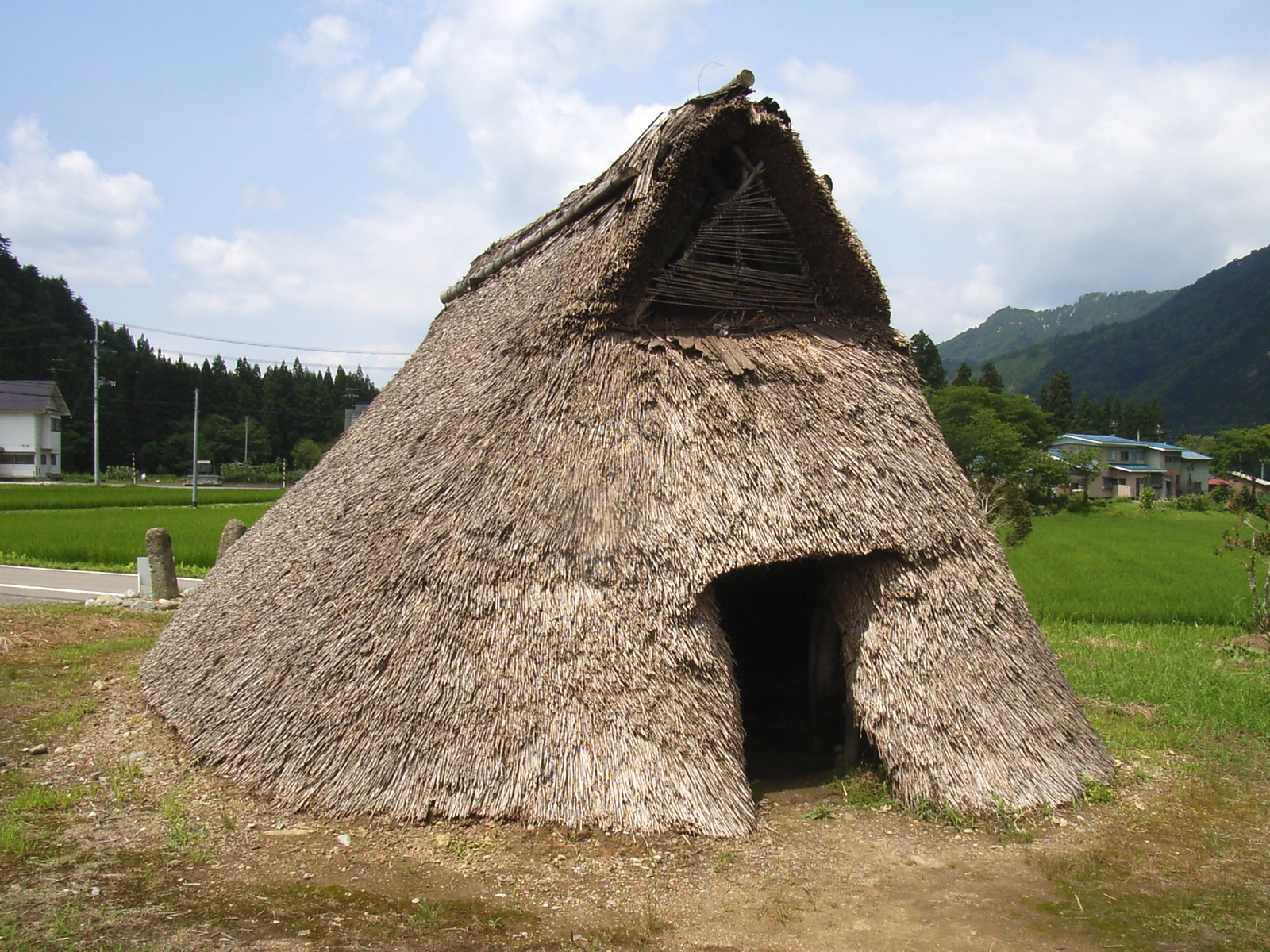
竪穴建物
中世諏訪社の冬の神事において建築される御室は古代の竪穴建物を彷彿させる。

中世の諏訪郡において、旧暦12月になると、現地の人々が奉仕して諏訪上社の摂社の筆頭・前宮社（現・諏訪大社上社前宮、茅野市）が位置する神原（）に御室（）と呼ばれる広大な竪穴建物を作り、そこに上社の最高神官である大祝（）以下神職が参籠して穴巣始（）と呼ばれる儀式を始める。大祝一同はこの御室が撤去される3月中旬までその中で神事を行った。
『諏方大明神画詞』（1356年）によると、大祝たちが12月22日に御室に入ると、「第一の御体」が入れられるという。これは冬と春の神事で重要な役割を果たす御左口神（ミシャグジ）と呼ばれる、上社の祭神の諏訪大明神の眷属ともされる神霊（精霊）である。23日、上社信仰圏の3区分である内県（うちあがた）・外県（そとあがた）・大県（おおあがた）から1体ずつ納められた、茅（カヤ）製の3つの小型蛇体が御室の中に入れられる。小蛇に飾りの麻と紙を着けて神霊を込められ、ご神体とされる。
24日の夜（大巳祭）には、御室の中の特別な神座である「萩組（はぎくみ）の座」へ、前宮社から移した御左口神を依り憑けた笹がその左から、「御正体」（上記の3体の小蛇）が右から安置される。「萩組の座」に入れられた笹と蛇形は3月まで御室の中に位置する。「萩組の座」の中で何が行われたのかははっきりしないが、大祝が笹を持ちながら唱え言をしたようである。蛇体は中でいびきをかいて眠ると言い伝えられていた。
25日の大夜明祭には、「御身体」または「ムサテ」と呼ばれる、茅とハンノキの枝で出来た長さ5丈5尺（約16m）、太さ1尺5寸（70cm）の蛇体3体と「又折（またおり）」と呼ばれるものが御室に入れられ、小蛇と同様に神霊を込められる。すなわち、大小の蛇体が各々3体ずつ2日間を隔てて入れられている。田中基はこれが小蛇が冬眠に入り、御左口神の神力によって一夜のうちに大蛇に急成長する様、すなわち「神霊の増殖」を表していると解釈している。田中の説では、小蛇は大地のエネルギー（生命力）を象徴し、小蛇が御左口神の力で大蛇に変身するのは生命の再生と繁殖を表している。大蛇3体を歓迎する二十番舞が徹夜で演じられ、夜明けまで宴が行われた。

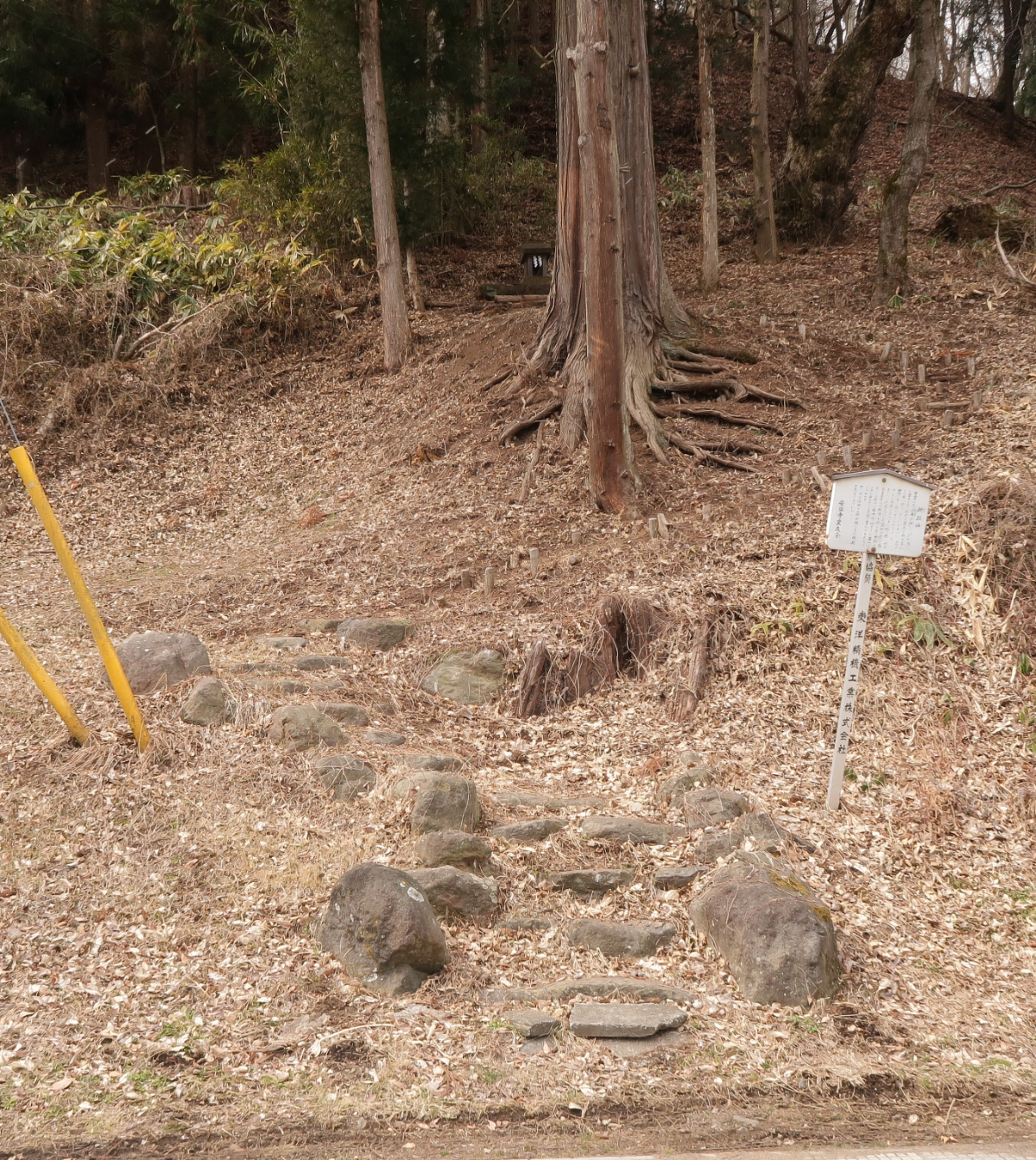
所政社（上社前宮境内）

12月22日の神事と、23日の神事、25日の神事と二十番の舞、更にまた3月末日の神事の際に何度も繰り返される「申し立て」（祝詞）にはこの大小の蛇体を「そゝう神」と称され、その出現の様子が次のように記されている。
「道」の「口・中・尻」に「そゝう神」が現れ給うたので喜んで仕えるという内容の祝詞である。上社神域の北限である有賀（現・諏訪市豊田）にある「こしき原」、その次に真志野（現・諏訪市湖南）、そして大祝が住む館・神殿（ごうどの）の入り口付近にある所政社（所末戸社）がその出現の場所として特定されており、諏訪湖の方角から神原（前宮）まで水平に現れるという性質を持つと考えられる。
宮地直一はこの一連の神事を諏訪大明神を蛇（龍）とする説のもととしていた。
御室関連の神事は中世以降に廃れてしまい、今は行われていない。現在は前宮の境内の一角に御室を記念する御室社（上社下十三所第8番）がある。

## 「そそう神」の正体

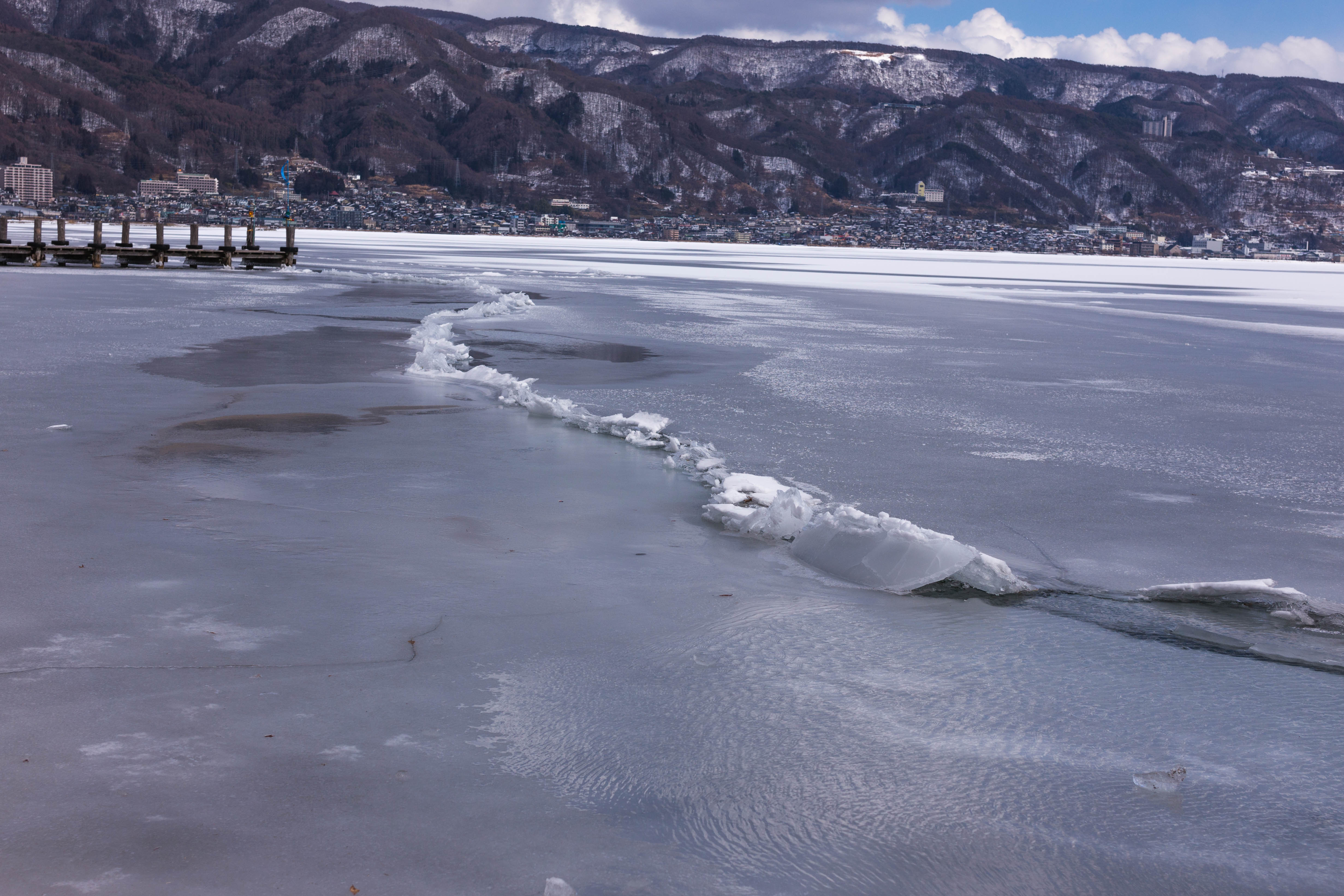
2018年の御神渡り

「そゝう神」は何なのかについては以下の説が挙げられているが、互いに排他的ではない。
- 女性的精霊説

女性器は「そそ」とも呼ばれていることから、「そゝう神」は諏訪湖の方より水平的に訪れる女性的精霊と解釈され、上空から降りてくる御左口神（ここでは男性的精霊とされる）と対照的な存在とされている。この説では、御室は大地の子宮を表し、その中に笹の付いた御左口神と「そゝう神」を象徴する蛇形が入れられるのはこの2つの精霊の「聖婚」を表し、それとともに参籠する大祝、あるいは神使（おこう）と呼ばれる大祝の代理を務める童男たちは御左口神と「そゝう神」の性交で生まれる聖なる子供であると解釈される。（在職中の大祝は諏訪大明神の神体、つまり現人神として信仰の対象とされた。）12月25日に演じられた神楽歌（「総領申す」）がかなり淫猥な表現になっていることから、御室神事が性的な意味を持っていたと考えられる。
- 祖霊神説

この説によると「そゝう神」は「祖宗（そそう）神」、すなわち大祝の祖霊神を指すのである。ここでは御室神事が他界（根の国）からやって来る龍蛇の姿を持った祖霊神が御室に籠ることによって衰えた生命力（＝御左口神）を増殖させることを意味すると解釈されている。また、これによれば冬の御神渡りは本来、龍蛇体の祖霊神の出現の証として見られたという。田中基はこの「祖霊神」を、「一族の始祖が神格化されたものという程度のものではなく、生命が水から生まれて上陸してくる、系統発生的な縄文の生命観に基づいた神体」を意味していると解釈していた。